# 녹색당 (벨기에)
녹색당(네덜란드어: Groen 흐룬[*])은 벨기에의 녹색 정치 정당, 환경 정당이다. 1982년에 창당되었으며 네덜란드어 사용지역인 플랑드르(네덜란드어로는 플란데런) 지역을 기반으로 하는 녹색당이다. 왈롱(프랑스어권)의 자매 정당은 생태당(에콜로)이다.

## 같이 보기
- 생태당 (벨기에)
- 녹색당
- 녹색정치